# Steventon (Oxfordshire)
Steventon – wieś w Anglii, w hrabstwie Oxfordshire, w dystrykcie Vale of White Horse. Leży 16 km na południe od Oksfordu i 85 km na zachód od Londynu. W 2001 miejscowość liczyła 1502 mieszkańców.